# جن کیش
جن کیش (انگلیسی: Jen Kish؛ زادهٔ ۷ ژوئیهٔ ۱۹۸۸) ورزشکار راگبی ۷ نفره اهل کانادا است.
وی در مسابقات کشوری و بین‌المللی در مجموع برندهٔ ۱ مدال طلا، ۱ مدال نقره، ۱ مدال برنز شده‌است.